# هری هملین
هری هملین (انگلیسی: Harry Hamlin؛ زادهٔ ۳۰ اکتبر ۱۹۵۱) یک هنرپیشه اهل ایالات متحده آمریکا است. وی از سال ۱۹۷۶ میلادی تاکنون مشغول فعالیت بوده‌است.
از فیلم‌ها یا برنامه‌های تلویزیونی که وی در آن نقش داشته است می‌توان به برخورد تایتان‌ها، مکسی و گاو برانکس اشاره کرد.